# باشگاه فوتبال آربروث
باشگاه فوتبال آربروث (انگلیسی: Arbroath F.C.)یک باشگاه فوتبال در شهر آربروث، اسکاتلند است.